# 高島卓久馬
高島 卓久馬（たかしま たくま、1988年6月24日 - ）は、ジャパンラグビーリーグワン宗像サニックスブルースに所属していたプロラグビー選手。

## プロフィール
- 兵庫県出身。
- ポジションはプロップ、フッカー(HO)。
- 身長 174 cm、体重 104 kg
- ニックネームはタクチャン Taka [1]。
- U19日本代表スコッドに選ばれたことがある[2]。

## 略歴
2007年、明石清水高校卒業後、日本体育大学に入学する。
2010年、日本体育大学ラグビー部の主将に就任した。
2011年、日本体育大学卒業後、福岡サニックス（現・宗像サニックスブルース）に加入。
2012年1月29日に行われたジャパンラグビートップリーグ第12節のサントリーサンゴリアス戦に途中出場で公式戦初出場を果たす。
2017年、近鉄ライナーズ(現・花園近鉄ライナーズ)に加入。
2018年、チーム内MVPを受賞。
2019年、東大阪小売商業団体連合会の東大阪のお買い物促進ポスターに起用される。
2020年、コロナ自粛期間中にLiners Boot Campの指揮をとり近鉄ライナーズのinstagramのフォロワーを600以上増やす。
［2019年2020年］近鉄ライナーズでリーダーグループを勤める。
2021年、宗像サニックスブルースに復帰。
復帰早々副主将になる。
最終戦ではゲームリーダーとなりサニックスの最後の試合を最後まで戦いぬく。
［2022年］宗像サニックスブルースが休部。
［2022年］ラグビー選手引退